# L'Affaire du courrier de Lyon (film, 1923)
Pour les articles homonymes, voir L'Affaire du courrier de Lyon (homonymie).
Pour plus de détails, voir Fiche technique et Distribution.
L'Affaire du courrier de Lyon est un film français muet, réalisé par Léon Poirier, sorti en 1923.
Ce film a été tourné en trois parties : La Haine ; L'Amour ; La Loi.

## Synopsis
En 1796, la malle-poste de Paris à Lyon, qui transporte une importante somme d'argent, est attaquée par un groupe de malfaiteurs. Ceux-ci volent l'argent et tuent les postillons. Des suspects sont arrêtés, dont Lesurques qui ressemble à l'un des coupables. Cherchant à se venger de Lesurques, qui a autrefois pris le parti (contre lui) de son ex-fiancée, l'inspecteur de la sûreté Maupry va utiliser cette ressemblance pour le faire condamner...

## Fiche technique
Source : IMDb
- Titre original : L'Affaire du courrier de Lyon
- Réalisation : Léon Poirier
- Scénario d'après une pièce de Paul Siraudin et Louis-Mathurin Moreau
- Photographie : Bernasseau et Jean Letort
- Société de production et de distribution : Gaumont
- Pays de production :  France
- Langue : français (intertitres)
- Format : Noir et blanc - 35 mm - 1,33:1 - Film muet
- Longueur : 7100 mètres (3 parties)
- Genre : drame, historique
- Dates de sortie : France : 
  - 9 mars 1923 (1re partie)
  - 16 mars 1923 (2e partie)
  - 23 mars 1923 (3e partie)

## Distribution
- Roger Karl : Joseph Lesurques / Dubosc
- Daniel Mendaille : le comte de Maupry
- Émile Saint-Ober : Durochat
- Laurence Myrga : Madeleine Brebant
- Suzanne Bianchetti : Clotilde d'Argence
- Blanche Montel : Mme Lesurques
- Suzanne Dantès : Claudine Barrière
- Colette Darfeuil
- Georges Deneubourg : l'accusateur public
- Jean Heuzé : Legrand
- Ernest-Henri Demanne : le père Audebert
- André Daven : Audebert
- Amy Vautrin : Élise Audebert
- Marcel Bourdel : Vidal
- Paul Horace : Courriol
- Blanche Ritter : Madame Tallien
- Madame Lacroix